# Sowjetische Antarktisexpedition
Als Sowjetische Antarktisexpedition (SovAE) sind offiziell folgende von der Sowjetunion zwischen 1955 und 1993 durchgeführte Forschungsreisen in die Antarktis betitelt:
| Name                                | Zeitraum  | Leitung                                                            | Schiffe | Aufgaben, Anmerkungen |
| ----------------------------------- | --------- | ------------------------------------------------------------------ | --- | --- |
| 1. Sowjetische Antarktisexpedition  | 1955–1957 | Michail Somow                                                      | Ob, Lena, No. 7 | Errichtung der Mirny-Station (Königin-Marie-Land), der Pionerskaja-Station und der Oasis-Station (beide Wilkesland). Erkundung möglicher Standorte für die Wostok-Station (Wilkesland) und die Sowjetskaja-Station (Kaiser-Wilhelm-II.-Land). |
| 2. Sowjetische Antarktisexpedition  | 1956–1958 | Alexei Trjoschnikow                                                | Ob, Lena, Kooperazija | Ablösung der ersten Expedition, Errichtung der ersten Wostok-Station und der Komsomolskaja-Station bei der Traverse des Wilkeslands für glaziologische Studien im Rahmen des IGY, ferner ozeanographische Untersuchungen. |
| 3. Sowjetische Antarktisexpedition  | 1957–1959 | Jewgeni Tolstikow                                                  | Ob, Lena, Kooperazija | Ablösung der zweiten Expedition, Errichtung der Sowjetskaja-Station, Fortsetzung der Arbeiten im Rahmen des IGY. Einer der Teilnehmer ist der tschechische Astronom Antonín Mrkos. |
| 4. Sowjetische Antarktisexpedition  | 1958–1960 | Alexander Dralkin (1911–2007)                                      | Ob, Mikhail Kalinin | Planung und Durchführung liegen erstmals in den Händen des Arktischen und Antarktischen Forschungsinstituts. Errichtung der Lasarew-Station (Königin-Maud-Land). Einer der Teilnehmer ist erneut der tschechische Astronom Antonín Mrkos. |
| 5. Sowjetische Antarktisexpedition  | 1959–1961 | Jewgeni Korotkewitsch (1918–1994)                                  | Ob, Kooperazija | Errichtung der befristeten Druschba-Station (Zavodovski Island), Mir-Station (Drygalski-Insel) und Popeda-Station (Königin-Marie-Land). Anlandung an der Peter-I.-Insel am 9. März 1960. Der tschechische Meteorologe Oldřich Kostka (1924–1960) stirbt am 3. August 1960 beim Brand auf der Mirny-Station neben sieben weiteren Wissenschaftlern.   |
| 6. Sowjetische Antarktisexpedition  | 1960–1962 | Walentin Driatski                                                  | Ob | Stilllegung der Lasarew-Station und Errichtung der Nowolasarewskaja-Station (beide Königin-Maud-Land). |
| 7. Sowjetische Antarktisexpedition  | 1961–1963 | Alexander Dralkin (1911–2007)                                      | Ob, Kooperazija | Betrieb der Komsomolskaja-Station im antarktischen Sommer und der Molodjoschnaja-Station (Enderbyland) für drei Monate. Zeitweilige Stilllegung der Wostok-Station. Hin- und Rückflug zweier Flugzeuge von Moskau zur Mirny- und zur Wostok-Station. Der Astronom Antonín Mrkos nimmt als Teil einer vierköpfigen tschechischen Gastmannschaft teil. |
| 8. Sowjetische Antarktisexpedition  | 1962–1964 | Michail Somow (Sommer) und Nikolai Tjabin (Winter)                 | Ob, Estonia | Beginn des dauerhaften Betriebs der Molodjoschnaja-Station, Wiederaufnahme des Betriebs der Wostok-Station mit Luftunterstützung. Erkundung und Vermessung des Gebiets um die Peter-I.-Insel mit der Ob. |
| 9. Sowjetische Antarktisexpedition  | 1963–1965 | Michail Somow (Sommer) und Pawel Senko (Winter)                    | Ob, Estonia | Erkundung des Antarktischen Eisschilds zwischen der Mirny- und der Wostok-Station gemeinsam mit französischen Wissenschaftlern. |
| 10. Sowjetische Antarktisexpedition | 1964–1966 | Michail Ostrekin (Sommer) und Iwan Petrow (Winter)                 | Ob, Estonia | Beginn des Wiederaufbaus der Molodjoschnaja-Station, um diese als sowjetische Hauptbasis anstelle der Mirny-Station zu betreiben. |
| 11. Sowjetische Antarktisexpedition | 1965–1967 | Dmitri Maksutow (Sommer) und Leonid Dubrowin (Winter)              | Ob, Friedrich Engels | |
| 12. Sowjetische Antarktisexpedition | 1966–1968 | Pawel Senko (Sommer) und Wladislaw Gerbowitsch (Winter)            | Ob | Als Gastwissenschaftler nahm der tschechische Geologe Josef Sekyra (1928–2008) teil. |
| 13. Sowjetische Antarktisexpedition | 1967–1969 | Alexei Trjoschnikow (Sommer) und Wladimir Schamontjew (Winter)     | Ob, Professor Witse, Boris Davidow, Faddei Bellingshausen, Akademik Knipowitsch                                                                                     | |
| 14. Sowjetische Antarktisexpedition | 1968–1970 | Dmitri Maksutow                                                    | Ob, Professor Subow, Peter Schirschow und Elbrus | 368 Teilnehmer, von denen 148 nur in den antarktischen Sommermonaten tätig sind. Ablösung der Mannschaften auf der Mirny-Station und der Bellingshausen-Station (King George Island). |
| 15. Sowjetische Antarktisexpedition | 1969–1971 | Pawel Senko (Sommer) und Wladislaw Gerbowitsch (Winter)            | Ob, Professor Witse | Betrieb der Leningradskaja-Station (Viktorialand) als antarktische Sommerstation. |
| 16. Sowjetische Antarktisexpedition | 1970–1972 | Iwan Petrow                                                        | Ob, Professor Witse, Professor Subow, Bobruyskles, Elbrus, Akademik Knipowitsch                                                                                     | Betrieb der Leningradskaja-Station als antarktische Winterstation. Das Hauptquartier der russischen Antarktisforschung wechselt von der Mirny- zur Molodjoschnaja-Station. |
| 17. Sowjetische Antarktisexpedition | 1971–1973 | Jewgeni Korotkewitsch (Sommer) und Wjatscheslaw Awerjanow (Winter) | Ob, Nawarin, Professor Wise, Nadeschda Krupskaja, Akademik Knipowitsch                                                                                              | Größte jemals durchgeführte Antarktisexpedition der Sowjetunion. Beginn des Betriebs der Sodruschestwo-Station (Prinzessin-Elisabeth-Land) als antarktische Sommerstation. |
| 18. Sowjetische Antarktisexpedition | 1972–1974 | Pawel Senko                                                        | Ob, Professor Subow, Nawarin, Stanislaw | Errichtung der Russkaja-Station (Marie-Byrd-Land). |
| 19. Sowjetische Antarktisexpedition | 1973–1975 | Dmitri Maksutow (Sommer) und Wenjamin Ignatow (Winter)             | Professor Wise, Olenek, Wassili Fedossejew, Nina Sagajdak, Baschkirija                                                                                              | |
| 20. Sowjetische Antarktisexpedition | 1974–1976 | Waleri Serdjukow (Sommer) und Nikolai Kornilow (Winter)            | Ob, Olenek, Professor Subow, Professor Wise, Wankarem, Glendschik                                                                                                   | |
| 21. Sowjetische Antarktisexpedition | 1975–1977 | Oleg Sedow (Sommer) und Gennadi Bardin (Winter)                    | Wassili Fedossejew, Michail Somow, Professor Wise, Michail Kalinin                                                                                                  | Sommerbetrieb der Druschnaja-Station (Prinzessin-Elisabeth-Land). |
| 22. Sowjetische Antarktisexpedition | 1976–1978 | Nikolai Tjabin (Sommer) und Leonid Dubrowin (Winter)               | Michail Somow, Kapitan Gotski, Penschina, Baschkirija, Professor Subow, Estonia, Glendschik                                                                         | |
| 23. Sowjetische Antarktisexpedition | 1977–1979 | Waleri Serdjukow (Sommer) und Oleg Sedow (Winter)                  | Michail Somow, Estonia, Professor Subow, Kapitan Kondratjew, Amgujema, Baschkirija                                                                                  | |
| 24. Sowjetische Antarktisexpedition | 1978–1980 | Jewgeni Korotkewitsch (Sommer) und Alexander Artemjew (Winter)     | Michail Somow, Professor Wise, Professor Subow, BAM, Bryanskles, Kapitan Markow, Estonia, Baschkirija                                                               | Korotkewitsch kam am 3. Mai 1979 bei einem Hubschrauberunfall ums Leben und wurde durch Oleg Sedow ersetzt. |
| 25. Sowjetische Antarktisexpedition | 1980–1981 | Nikolai Kornilow (Sommer) und Nikolai Tjabin (Winter)              | Michail Somow, Professor Wise, Baschkirija, Pioner Estonii, Gischiga, Estonia, Professor Subow                                                                      | |
| 26. Sowjetische Antarktisexpedition | 1980–1982 | Waleri Serdjukow (Sommer) und Wladimir Schamontjew (Winter)        | Michail Somow, Professor Wise, Professor Subow, BAM, Estonia, Pioner Onegi, Kapitan Markow, Baschkirija                                                             | |
| 27. Sowjetische Antarktisexpedition | 1981–1983 | Dmitri Maksutow (Sommer) und Rjurik Galkin (Winter)                | Michail Somow, Professor Subow, Baschkirija, Pioner Estonii, Wassili Fedossejew, Estonia, Urengoi                                                                   | |
| 28. Sowjetische Antarktisexpedition | 1982–1984 | Nikolai Kornilow (Sommer) und Alexander Artemjew (Winter)          | Professor Subow, Kapitan Mischewski, Kapitan Markow, Baschkirija, Professor Wise, Pawel Kortschagin, BAM, Admiral Wladimirski, Faddei Bellingshausen, Michail Somow | |
| 29. Sowjetische Antarktisexpedition | 1983–1985 | Nikolai Tjabin (Sommer) und Lew Bulatow (Winter)                   | Baikal, Kapitan Gotski, Michail Somow, Professor Wise, Pioner Estonii, Adademik Krilow                                                                              | |
| 30. Sowjetische Antarktisexpedition | 1984–1986 | Rjurik Galkin (Sommer) und Dmitri Maksutow (Winter)                | Pawel Kortschagin, Kapitan Mischewski, Michail Somow, Baikal, Akademik Krilow, BAM                                                                                  | |
| 31. Sowjetische Antarktisexpedition | 1985–1987 | Nikolai Tjabin (Sommer) und Waleri Dubowtsew (Winter)              | Pioner Estonii, Kapitan Bondarenko, Kapitan Gotski, Michail Somow, Baikal, Professor Wise, Professor Subow                                                          | |
| 32. Sowjetische Antarktisexpedition | 1986–1988 | Waleri Klokow (Sommer) und Waleri Wowk                             | Kapitan Kondratjew, Wassili Fedossejew, Michail Somow, Baikal, Professor Subow, Pawel Kortschagin, BAM, Geolog Dmitri Naliwkin                                      | |
| 33. Sowjetische Antarktisexpedition | 1987–1989 | Nikolai Kornilow (Sommer) und Juri A. Chabarow (Winter)            | Akademik Fedorov, Michail Somow, Professor Wise, Professor Subow, Vitus Bering, Kapitan Mischewski                                                                  | Errichtung der Progress-Station (Prinzessin-Elisabeth-Land). |
| 34. Sowjetische Antarktisexpedition | 1988–1990 | Sergej Prjamikow (Sommer) und Lew Bulatow (Winter)                 | Akademik Fedorov, Michail Somow, Professor Wise, Vitus Bering, Beresowo, Geolog Dmitri Naliwkin, Professor Subow                                                    | Teilabbau der Progress-Station. |
| 35. Sowjetische Antarktisexpedition | 1989–1991 | W. M. Pigusow                                                      | Akademik Fedorov, Michail Somow, Professor Subow, Wladimir Arsenjew, Geolog Dmitri Naliwkin                                                                         | Je ein Todesfall auf der Professor Subow und auf der Mirny-Station. |
| 36. Sowjetische Antarktisexpedition | 1990–1992 | Lew Sawatjugin                                                     | Akademik Fedorov, Michail Somow, Professor Subow, Professor Wise, Nawarin, Beresowo                                                                                 | Schließung der Russkaja- und der Leningradskaja-Station. Ein Todesfall auf der Progress-Station. |
| 37. Sowjetische Antarktisexpedition | 1991–1993 | Nikolai Kornilow                                                   | Akademik Fedorov, Michail Somow, Professor Subow, Professor Wise, Professor Multanowski                                                                             | Beginn noch vor Auflösung der Sowjetunion am 21. Dezember 1991. |